# Apolo (Miguel Ángel)

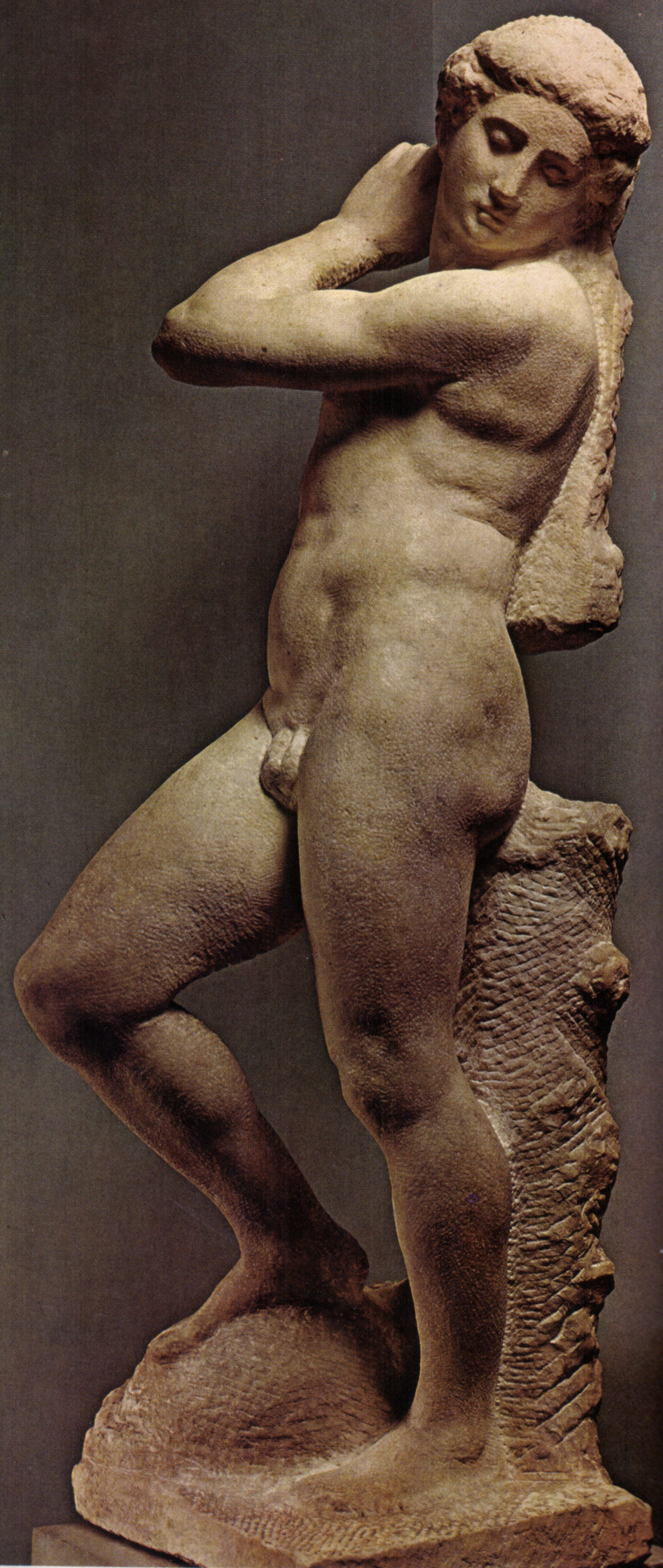
Una estatua inacabada atribuida a Michelangelo - Museo Nacional del Bargello

Apolo, también conocido como Apolo-David, David-Apolo, o Apolino, es una escultura inacabada de mármol de 1,467 m. realizada por Miguel Ángel que data  aproximadamente de 1530. Actualmente, se exhibe en el  museo Bargello de Florencia.

## Historia

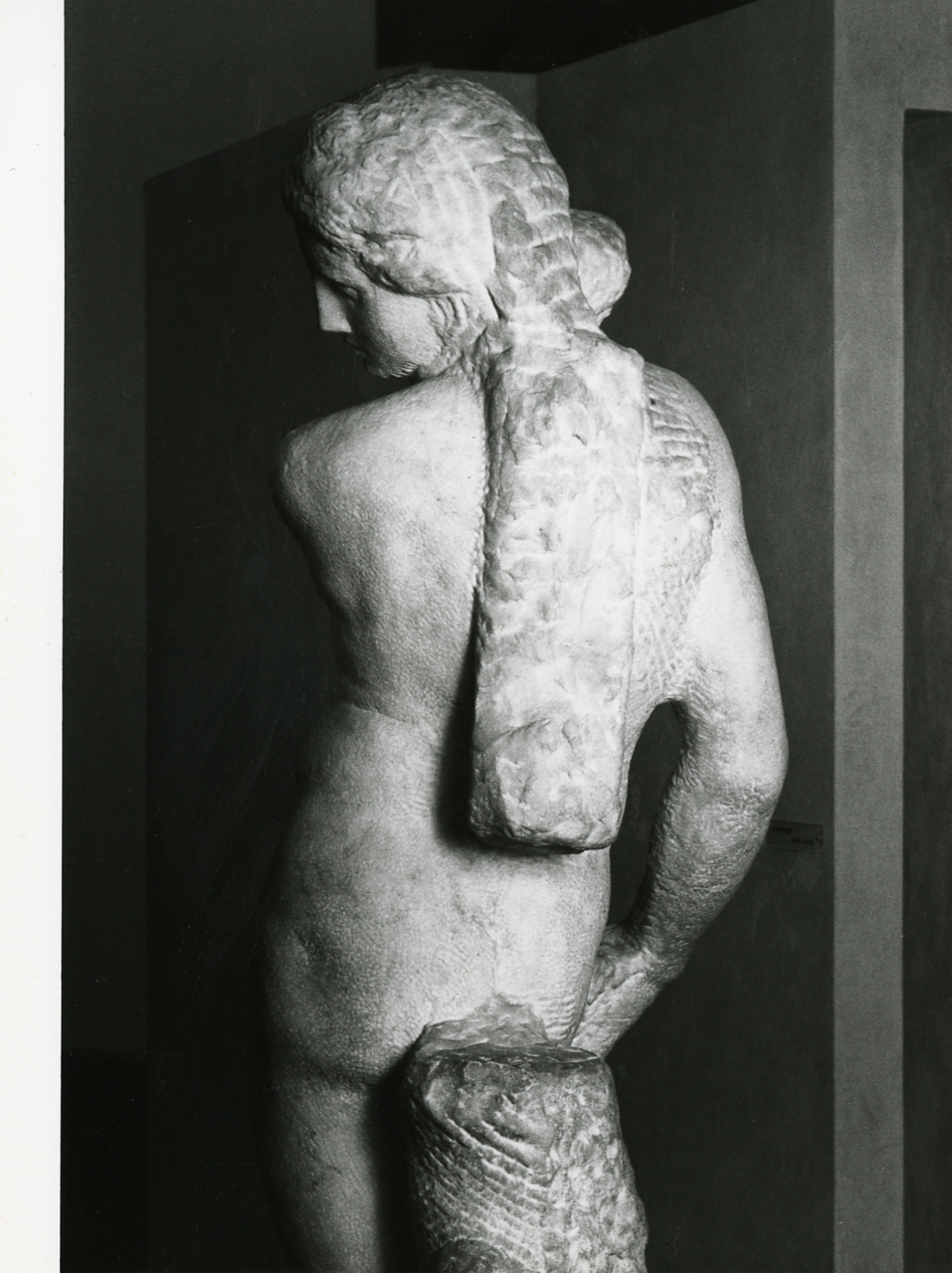
Vista trasera. Foto por Paolo Monti, 1981)

La estatua había sido encargada para el palacio privado de Baccio Valori cuando el fiero gobernador fue impuesto en Florencia por Clemente VII después de la recuperación de la ciudad de un prolongado asedio. El trabajo sobre la escultura paró poco después de que Alejandro de Médici fuera hecho  duque y Miguel Ángel dejara la ciudad. La escultura entonces se introdujo en la colección del Duque Cosme I.  Esta fue colocada en sus aposentos privados junto con un Baco de Baccio Bandinelli, un trabajo de Andrea Sansovino, y un ''Ganímedes'' viejo que había sido restaurado por Benvenuto Cellini.

## Descripción relacionada con el estilo y el tema
El trabajo presenta a un hombre desnudo y, aparte del tema enigmático, la escultura está hecha particularmente  compleja por el uso de contra giro que muestra los contornos del cuerpo a fondo multiplicando los puntos de vista. Los brazos y las piernas están puestos para efectuar una correlación eficaz entre algunas uniones dobladas y el miembro opuesto liso. Por ejemplo, el brazo izquierdo está doblado y extendido el derecho, y la pierna derecha está extendida y la izquierda está doblada sobre una estructura inacabada sobre la tierra. Algunos declaran que la estructura  pretendía llegar a ser la cabeza de Goliat. Detrás de la figura se encuentra el tronco de un árbol que esencialmente es estático y tiene una función de soporte para la estatua entera. Otra porción inacabada de mármol se extiende hacia arriba a lo largo de su espalda desde la cintura.
El movimiento fuerte de la cabeza hacia la izquierda contrasta con la extrema rigidez del brazo derecho. Desde otro ángulo, el brazo izquierdo aísla el cuerpo superior de la parte inferior, generando un efecto característicamente dinámico que se enseña al alumnado de arte cuando están creando, el manierismo.
Si se considera la escultura un David más que un Apolo, la estatua presenta una diferencia llamativa de la más famosa, atlética y juvenil figura de la Piazza della Signoria realizada por el mismo escultor. En vez de mostrar la fuerza potencial y oculta de la ira del héroe bíblico, muestra casi melancolía o remordimiento por su acción sangrienta contra Goliat si aquello resulta ser su cabeza, revelando quizás todas las  consecuencias de su acción.
Otra interpretación es que la pose podría expresar una velada pero profunda animosidad  por el escultor hacia los conquistadores de Florencia a pesar de que el trabajo sobre la estatua se detuvo con el cambio.